# Brasenose College
El Colegio Brasenose (en inglés: Brasenose College) es uno de los colleges que constituyen la Universidad de Oxford, en el Reino Unido. En 2006 contaba con un presupuesto de 98 millones de libras.

## Historia
Fundado en 1509 por el jurista Sir Richard Sutton, natural de Prestbury, Cheshire, y por William Smyth, obispo de Lincoln. Este último aportó el dinero para la fundación del colegio, mientras que el primero compró las tierras donde está situado. Se construyó sobre el emplazamiento que en época medieval ocupaba el Brasenose Hall, una casa de alojamiento para los estudiantes de la Universidad. El colegio aún mantiene los tradicionales vínculos con el Obispado de Lincoln.

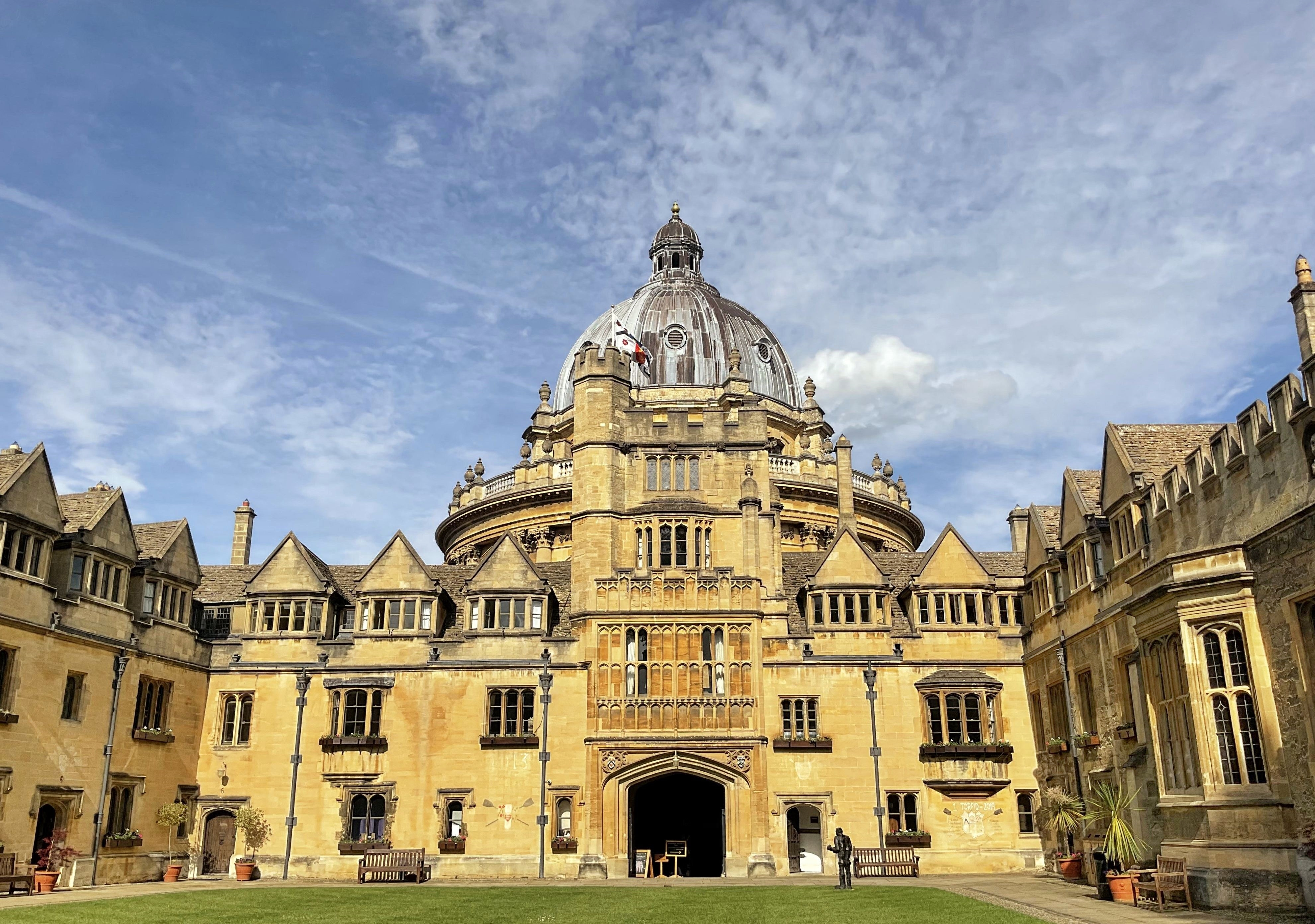
Brasenose College.

Entre los primeros benefactores del colegio se encontraba John Elton, canónigo de la catedral de Salisbury y posteriormente canciller de la catedral de Hereford, quién realizó donaciones en 1529 para la educación de un familiar suyo en el Brasenose College. Otros notables benefactores han sido Alexander Nowell, Joyce Frankland, Elizabeth Morley, y Sarah Seymour, duquesa de Somerset.
El colegio ya tiene 510 estudiantes. El principal del colegio es Prof. Roger Cashmore. Sus alumnos previos conocidos incluyen el Primer ministro británico David Cameron y el actor Mark Williams.
- Datos: Q899030
- Multimedia: Brasenose College, Oxford / Q899030